# Alsophis danforthi
Espèce
Synonymes
- Alsophis sanctonum danforthi Cochran, 1938
- Alsophis antillensis danforthi Cochran, 1938

Alsophis danforthi est une espèce de serpents de la famille des Dipsadidae.

## Répartition
Cette espèce est endémique de Terre-de-Bas dans les îles des Saintes aux Antilles françaises.

## Description
Le mâle holotype mesure 940 mm dont 334 mm de queue.

## Étymologie
Cette espèce est nommée en l'honneur de Stuart T. Danforth (1900-1938).

## Taxinomie
Cette espèce était considérée comme une sous-espèce d’Alsophis antillensis puis d’Alsophis sanctonum, elle est aujourd’hui considérée comme une espèce distincte.

## Publication originale
- Cochran, 1938 : Reptiles and amphibians from the Lesser Antilles collected by Dr. S. T. Danforth. Proceedings of the Biological Society of Washington, vol. 51, p. 147-155 (texte intégral).